# حزب مصر الفتاة
حزب مصر الفتاة المعروف أيضًا باسم القمصان الخضراء كان حزبًا سياسيًا قوميًا مصريًا تأسس عام 1933. كان يضم في عضويته كل من الشابيين جمال عبد الناصر وأنور السادات.

## تاريخ
أنشأ أحمد حسين عام 1933 جمعية مصر الفتاة بهدف محاربة الاستعمار والإقطاع والرأسمالية المستقلة ونظام الحكم الفاسد، وفي عام 1948 حول الجمعية إلى حزب سياسي.

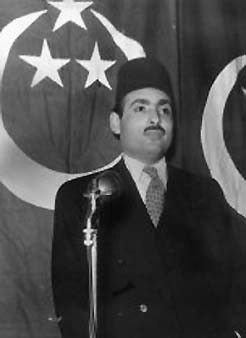
احمد حسين مؤسس حزب شباب مصر 1933م.

حزب القمصان الخضراء لشباب مصر بما في ذلك جمال عبد الناصر الثلاثينيات.تم تشكيل حزب مصر الفتاة في 12 أكتوبر 1933 كحزب قومي يضم "عناصر دينية" على يد زعيمه أحمد حسين. وكان هدفه هو تشجيع الاتحاد المكون من مصر والسودان - الذي سيتحالف مع دول عربية وإسلامية أخرى -. وقد اشتق اسمه من حزب إيطاليا الشابة الذي ظهر في إيطاليا في نهاية القرن التاسع عشر، وساهم في توحيد ذلك البلد. يذكر أن الشعبية الكبيرة لحزب مصر الفتاة كانت مصدر إلهام لظهور حركات مثل "القمصان الخضراء" التي كانت مختلفة حيث تعتقد الآراء أنها كانت "منظمة عسكرية" حيث تم تنظيم أعضائها الشباب في حركة شبه عسكرية. هذا المقتطف من العدد الأول من الصرخة (عربي: النداء العالي) المجلة الرسمية لجمعية شباب مصر الصادرة في 30 ديسمبر 1933. وقد كان جمال عبد الناصر أحد شباب مصر الفتاة كان هناك أيضا حسن إبراهيم وأنور السادات وحسين الشافعي وغيرهم من الضباط الأحرار كما اختارت ثورة يوليو52 بعض خريجي مدرسة مصر الفتاة أمثال فتحي رضوان ونور الدين طراف وزراء في أول وزارة لها.

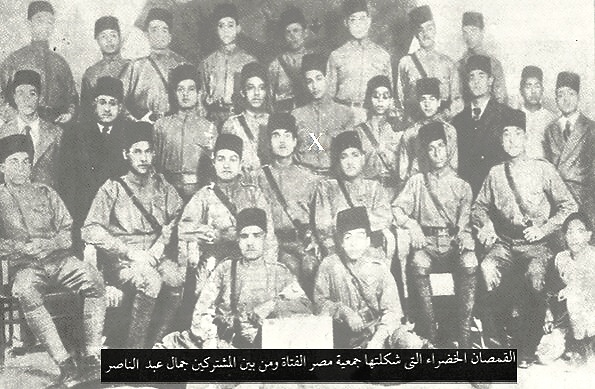
حزب القمصان الخضراء لشباب مصر بما في ذلك جمال عبد الناصر الثلاثينيات.

"نحن نعيش في حالة من الفوضى ، لذلك يجب أن نعيش في نظام ، من خلال جمع الشباب على مستوى واحد ، وتعويدهم على النظام والطاعة، وارتداء زي واحد، وجعل لهم شعارًا واحدًا وهدفًا محددًا، أن يكونوا قدوة لهم يحاولون الوصول إليها، ويملأهم بالإيمان بحقهم، وإيماناً منهم بقوتهم وقدرتهم على العمل، ولإجبارهم على التقشف؛ ليعبدوا الله ويهلكوا في سبيل الوطن ويلتفوا حول عرش الملك".

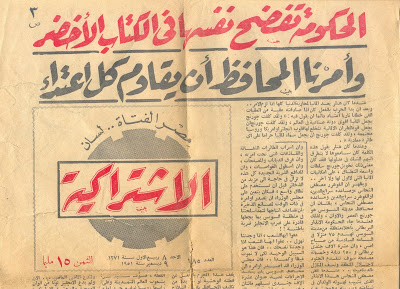
مجلة الاشتراكية (حزب شباب مصر).

سبب آخر محتمل هو في الوقت نفسه تقريبًا إنشاء العديد من المنظمات الأخرى مثل الإخوان المسلمين، كما أعرب بعض أعضائها علنًا عن إعجابهم بالإنجازات التي حققتها ألمانيا في الحروب العالمية، عدو المحتل لمصر، الإمبراطورية البريطانية. لكنها كانت مجرد زيادة في النبرة المعادية لبريطانيا.
خلال فترة ذروتها في الثلاثينيات من القرن الماضي، شهدت "القمصان الخضراء" بعض المواجهات العنيفة مع "القمصان الزرقاء" التابعة لحزب الوفد. حتى أن أحد الأعضاء حاول اغتيال مصطفى النحاس باشا في تشرين الثاني (نوفمبر) 1937. وتحت ضغط الحكومة، تم حل القمصان الخضراء في عام 1938، وأعيدت تسمية المجموعة إلى الحزب الإسلامي القومي في عام 1940، عندما اتخذت حزبًا أكثر تديناً ومعاداة - لجهة بريطانية -. بعد الحرب أعيد تسميتها مرة أخرى الآن "الحزب الاشتراكي المصري". وجاء النجاح الانتخابي الوحيد للمجموعة عندما أرسلت إبراهيم شكري نائب رئيسها، إلى مجلس النواب في عام 1951. ومع ذلك تم حله مع جميع الأحزاب الأخرى في عام 1953 بعد ثورة 1952.
بعد السماح للأحزاب السياسية مرة أخرى في مصر، شكل إبراهيم شكري مجموعة حزب العمل الاشتراكي في عام 1978 ، والتي على الرغم من اسمها تشبه إلى حد كبير الأيديولوجية القومية الاجتماعية لمصر الفتاة. وهي تتألف من أعضاء من مختلف المستويات الاقتصادية والاجتماعية.